# Cryptomicroeca
Cryptomicroeca is een monotypisch geslacht van zangvogels uit de familie Australische vliegenvangers (Petroicidae). De enige soort is:
- Cryptomicroeca flaviventris – Geelbuikvliegenvanger